# Mathías Quintana
Mathías Quintana, vollständiger Name Matías Quintana Caraballo, (* 2. August 1991 in San José) ist ein uruguayischer Fußballspieler.

## Karriere
Der 1,86 Meter große Torwart Quintana steht mindestens seit der Saison 2013/14 im Kader des uruguayischen Erstligisten Sud América. Während in jener Spielzeit dort zwei Erstligaeinsätze für ihn verzeichnet sind, wurde er in der Saison 2014/15 nicht in der Primera División aufgestellt. Anfang September 2015 wechselte er zum Zweitligisten Central Español, für den er in der Spielzeit 2015/16 zehn Zweitligaspiele absolvierte.